# Дречен
Дречен или Дре́чин (нем. Dretschen; в.-луж. Drječinо файле) — деревня в Верхней Лужице, Германия. Входит в состав коммуны Добершау-Гаусиг (Добруша-Гуска) района Баутцен в земле Саксония. Подчиняется административному округу Дрезден.

## География
Находится около восьми километров на юго-запад от Баутцена. Граничит с деревнями Беле-Нослицы (Běłe Noslicy, Weißnaußlitz) на севере, Варночицы (Warnoćicy, Arnsdorf) на юго-востоке и Демяны (Demjany, Diehmen) на западе.

## История
Впервые упоминается в 1352 году как Дрешин (Dreschin).
С 1936 по 1974 года деревня входила в состав коммуны Арнсдорф, с 1974 года — в коммуну Гаусиг и с 1999 года входит в состав коммуны Добершау-Гаусиг.
В настоящее время деревня входит в состав культурно-территориальной автономии «Лужицкая поселенческая область», на территории которой действуют законодательные акты земель Саксонии и Бранденбурга, содействующие сохранению лужицких языков и культуры лужичан.

## Население
Согласно статистическому сочинению «Dodawki k statisticy a etnografiji łužickich Serbow» Арношта Муки в 1884 году проживало 173 человека (из них — 98 серболужичан (57 %)). Лужицкий демограф Арношт Черник в своём сочинении «Die Entwicklung der sorbischen Bevölkerung» пишет, что серболужицкое население деревни в 1956 году составляло 16,3 % (из них верхнелужицким языком активно владело 53 человека, 12 — пассивно, 16 несовершеннолетних владели языком).
Официальным языком в населённом пункте, помимо немецкого, является также верхнелужицкий язык.

## Известные жители и уроженцы
- Иван Михайлович Голан (1853—1921) — серболужицкий писатель и российский педагог.